# Coll de Nargó
Coll de Nargó és un municipi de la comarca de l'Alt Urgell. Situat a la dreta del riu Segre i al costat del pantà d'Oliana, passen pel seu terme també els rius de Perles i Sallent.

## Geografia

Entitats de població de Coll de Nargó

Coll de Nargó es troba a la comarca de l'Alt Urgell. Limita amb la comarca del Pallars Jussà a l'oest. Al nord limita amb el municipi alturgellenc de Cabó i Organyà, a l'est amb Fígols i Alinyà, a sud-est amb Oliana i al sud amb Peramola.

### Nuclis de població
| Entitat de població | Habitants (2023) |
| Coll de Nargó       | 435              |
| Gavarra             | 41               |
| Sallent de Nargó    | 34               |
| les Masies de Nargó | 33               |
| Montanissell        | 18               |
| Valldarques         | 9                |
| Font: Idescat       |                  |

## Història
El terme està documentat des de l'any 988 i el poble de Nargó el 1076. Pertanyia al comtat d'Urgell. El 1097 el comte Ermengol V d'Urgell, va donar a Guitard, senyor de Caboet, els castells i viles del lloc anomenat Nargó. Des de 1278 la jurisdicció del lloc va passar completament als vescomtes de Castellbò gràcies a la renúncia per part del bisbat d'Urgell dels drets que posseïen sobre aquestes terres.
Coll de Nargó celebra la seva festa major el 25 de juliol, festivitat de Sant Jaume. Durant el mes d'agost té lloc un descens de raiers pel Segre.
El 2007 es va trobar la posta d'ous de dinosaure més gran d'Europa, actualment conservada al museu de l'Institut Català de Paleontologia Miquel Crusafont.

## Política i govern

### Corporació Municipal
| Candidatura                     | Candidatura | 1979 | 1983 | 1987 | 1991 | 1995 | 1999 | 2003 | 2007 | 2011 | 2015 | 2019 | 2023 |
|                                 | CiU/JUNTS   |      | 7    | 7    | 7    | 5    | 4    | 3    | 3    | 2    | 2    | 2    |      |
|                                 | PSC-PM-CP   |      |      |      |      |      | 2    | 2    | 1    | 3    |      |      | 3    |
|                                 | ERC-AM      |      |      |      |      | 1    | 1    | 1    | 2    | 2    | 5    | 5    | 4    |
|                                 | PdP         |      |      |      |      | 1    |      |      |      |      |      |      |      |
|                                 | Ind         | 7    |      |      |      |      |      | 1    | 1    |      |      |      |      |
| Total                           | Total       | 7    | 7    | 7    | 7    | 7    | 7    | 7    | 7    | 7    | 7    | 7    | 7    |
| Fonts: Generalitat de Catalunya |             |      |      |      |      |      |      |      |      |      |      |      |      |

### Cronologia de l'alcaldia
| Període     | Alcalde o alcaldessa        | Partit polític | Data de possessió | Observacions |
| ----------- | --------------------------- | -------------- | ----------------- | ------------ |
| 1979–1983   | Josep Maria Solà i Solà     | independent    | 17/04/1979        | --           |
| 1983–1987   | Josep Maria Solà i Solà     | Logotip de CiU | 23/05/1983        | --           |
| 1987–1991   | Josep Maria Solà i Solà     | Logotip de CiU | 30/06/1987        | --           |
| 1991–1995   | Josep Maria Solà i Solà     | Logotip de CiU | 15/06/1991        | --           |
| 1995–1999   | Josep Maria Solà i Solà     | Logotip de CiU | 17/06/1995        | --           |
| 1999–2003   | Josep Maria Solà i Solà     | Logotip de CiU | 03/07/1999        | --           |
| 2003–2007   | Josep Miquel Duró i Batalla | Logotip de CiU | 14/06/2003        | --           |
| 2007–2011   | Benito Fité i Vergé         | Logotip de CiU | 16/06/2007        | --           |
| 2011–2015   | Benito Fité i Vergé         | Logotip de CiU | 11/06/2011        | --           |
| 2015–2019   | Martí Riera Rovira          | Logotip d'ERC  | 13/06/2015        | --           |
| 2019-2023   | Martí Riera Rovira          | Logotip d'ERC  | 15/06/2019        | --           |
| Des de 2023 | n/d                         | n/d            | 17/06/2023        | --           |

## Demografia
| 1497 f | 1515 f | 1553 f | 1717 | 1787 | 1857  | 1877  | 1887  | 1900  | 1910  |
| ------ | ------ | ------ | ---- | ---- | ----- | ----- | ----- | ----- | ----- |
| 5      | 39     | 58     | 396  | 394  | 2.150 | 1.886 | 1.919 | 1.389 | 1.391 |

| 1920  | 1930  | 1940  | 1950  | 1960  | 1970 | 1981 | 1990 | 1992 | 1994 |
| ----- | ----- | ----- | ----- | ----- | ---- | ---- | ---- | ---- | ---- |
| 1.638 | 1.565 | 1.381 | 1.511 | 1.276 | 847  | 742  | 666  | 618  | 618  |

| 1996 | 1998 | 2000 | 2002 | 2004 | 2006 | 2008 | 2010 | 2012 | 2014 |
| ---- | ---- | ---- | ---- | ---- | ---- | ---- | ---- | ---- | ---- |
| 606  | 614  | 606  | 599  | 591  | 618  | 628  | 619  | 595  | 587  |

| 2016 | 2018 | 2020 | 2022 | 2024 | 2026 | 2028 | 2030 | 2032 | 2034 |
| ---- | ---- | ---- | ---- | ---- | ---- | ---- | ---- | ---- | ---- |
| 574  | 549  | 540  | 548  | 587  | -    | -    | -    | -    | -    |

El 1553 incorpora Fonollet; el 1787, Galleuda i Sallent d'Organyà; el 1857, Valldarques; el 1970, Gavarra i Montanissell.

## Economia
La seva economia és fonamentalment agrícola i de ramaderia de bestiar boví. Té abundants recursos forestals i d'indústria làctica. Alguns dels seus habitants complementen els seus ingressos amb la collita dels rovellons i les tòfones.

## Llocs d'interès

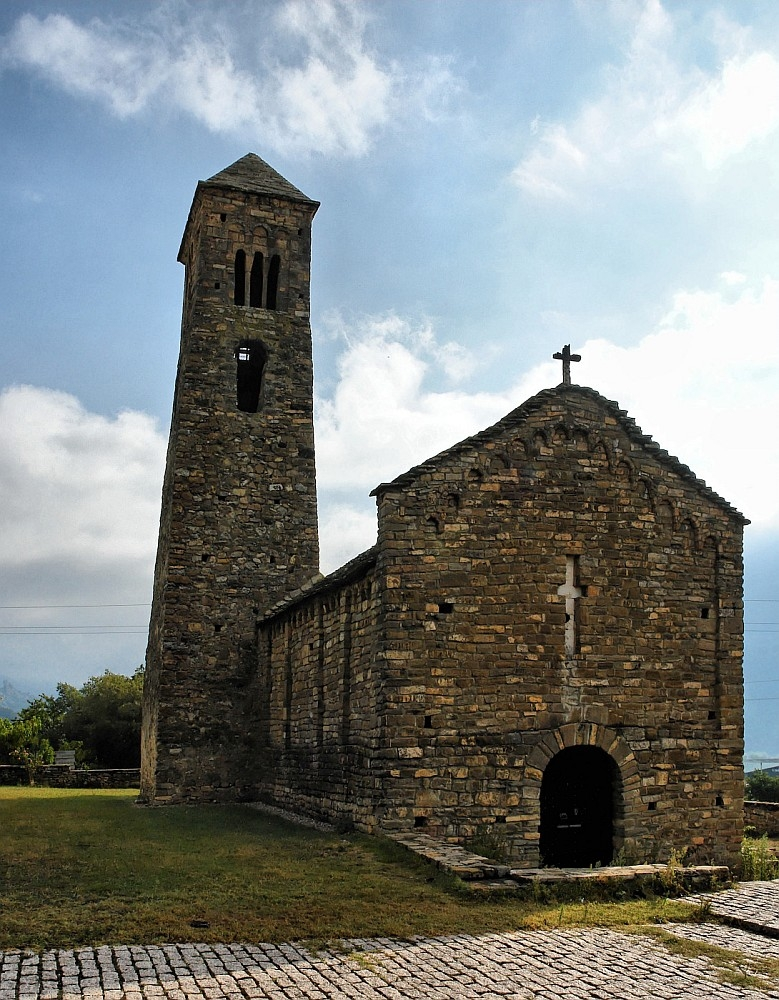
Església de Sant Climent de Nargó

- Prop del cementiri es troba l'església de Sant Climent de Coll de Nargó, un edifici romànic de nau única amb coberta de volta de canó. Del segle x o principi del segle xi, és d'arquitectura romànic- llombarda, amb una única nau i coberta a dues aigües; a la façana de la part exterior està adornada amb petits arcs cecs. El campanar d'influència islàmica en el seu primer cos presenta finestrals d'arc de ferradura i forma piramidal, al segon cos edificat posteriorment, ja s'aprecia l'estil romànic amb finestrals trifòrums i petits arcs cecs llombards.
- A Montanissell es troba el temple romànic de Sant Joan. És d'una sola nau, amb volta apuntada i absis semicircular. La façana està decorada amb arcuacions llombardes. Prop de Montanissell es troben les Coves d'Ormini, que presenten formacions d'estalactites i estalagmites.
- A Gavarra es troben les restes d'una altra església romànica dedicada a Sant Serni. Únicament es mantenen en peus la nau i el campanar. L'absis es va esfondrar al segle xvii durant unes obres d'ampliació i tan sols queda l'arc de triomf. Es conserven tres imatges barroques que es trobaven al seu interior; dues d'elles mantenen encara la policromia original.
- Dinosaures de Coll de Nargó, amb el seu corresponent museu.[4]
- Museu dels Raiers de Coll de Nargó.